# Uloborus gilvus
Espèce
Synonymes
- Veleda gilvus Blackwall, 1870

Uloborus gilvus est une espèce d'araignées aranéomorphes de la famille des Uloboridae.

## Distribution
Cette espèce se rencontre en Italie et en Grèce.

## Description
La femelle mesure 7 mm.

## Publication originale
- Blackwall, 1870 : A list of spiders captured by Professor E. Perceval Wright, M. D., in the Province of Lucca, in Tuscany, in the summer of 1863, with characters of such species as appear to be new or little known to arachnologists. Journal of the Linnean Society of London, Zoology, vol. 10, p. 405-434 (texte intégral).